# Nowy Port (Gdańsk)

Lage von Nowy Port im Danziger Stadtgebiet

Nowy Port (deutsch Neufahrwasser, kaschubisch Nowi Pòrt/Fôrwôter) ist ein Bezirk der Stadt Danzig (Gdańsk) in der polnischen Woiwodschaft Pommern. Dieser umfasst eine Fläche von 2,3 km² und zählt 10.684 Einwohner mit einer Bevölkerungsdichte von 4689 Einwohnern/km². Der Bezirk kam 1814 administrativ zur Stadt Danzig.

## Etymologie
Ab 1600 lagerte sich an der nahegelegenen Weichselmündung immer mehr Sand an. Dadurch versandete die frühere Weichselmündung immer mehr, stattdessen bildete sich eine neue Fahrrinne zwischen der Westerplatte und dem Festland. 1673 ordnete der Danziger Rat eine Ausbaggerung der neuen Fahrrinne an, mit dem Aushub wurde Landgewinnung betrieben. Zunächst wurde die Rinne Westerfahrt genannt, 1724 ist sie auf einer Karte als „Das neue Fahrwasser“ genannt. Diese Bezeichnung wurde später auf das angrenzende Land als „Neufahrwasser“ übertragen.

## Geographische Lage
Der Stadtteil liegt im Norden von Danzig an der Ostseeküste. Im Osten grenzt die Ortschaft an den Stadtteil Przeróbka (Troyl), im Süden an Letnica (Lauenthal) und im Westen an Brzeźno (Brösen). Östlich von Nowy Port mündet die Danziger Weichsel in die Ostsee.

## Geschichte

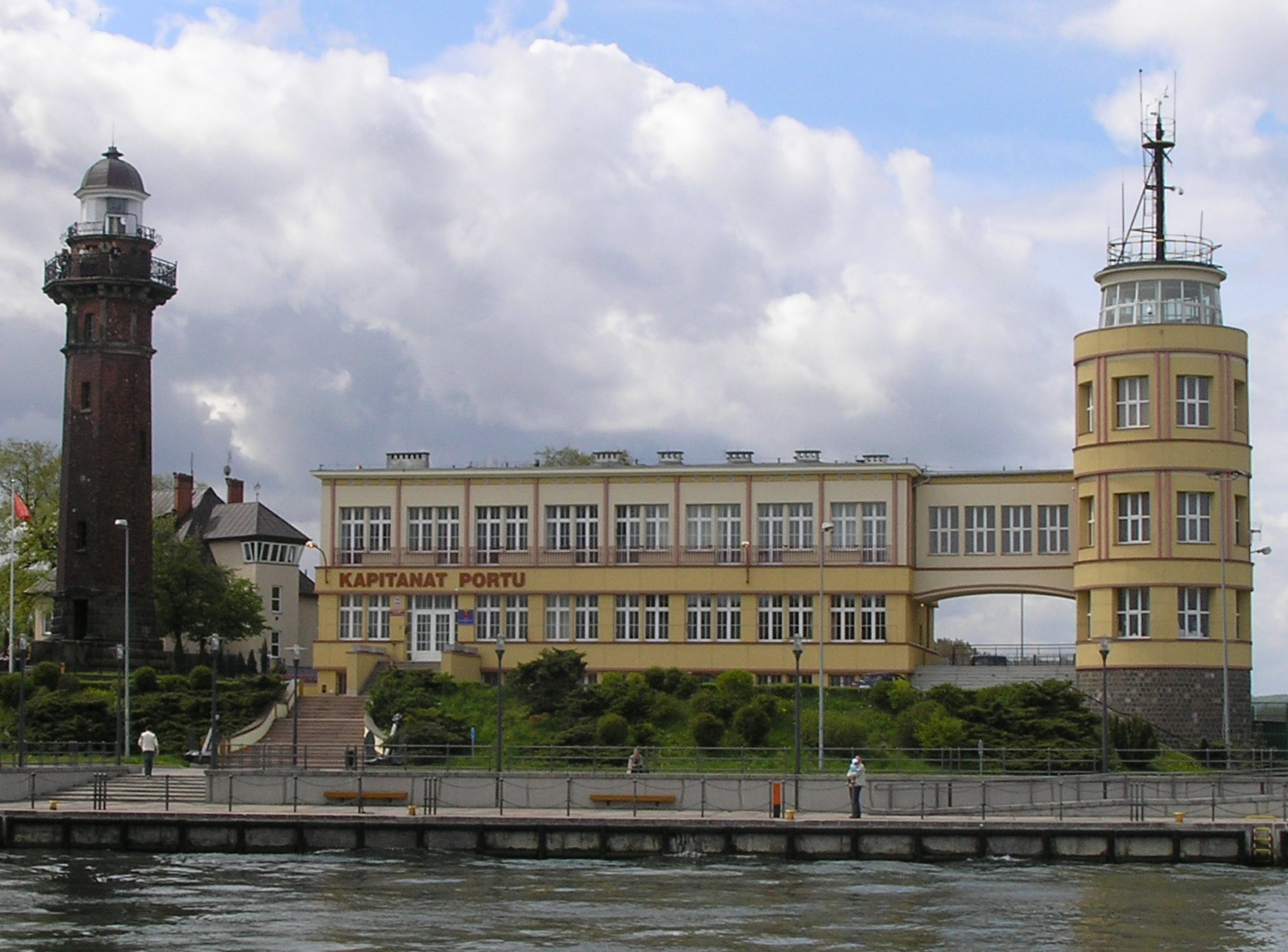
Hafenamt in Nowy Port, daneben der Leuchtturm

Ursprünglich gehörte das Gebiet von Neufahrwasser zum Kloster Oliva, später wurde es von der Stadt Danzig gepachtet. 1627 wurde eine Festung erbaut, die 1688 endgültig fertiggestellt wurde. Nach der Ersten Polnischen Teilung kam Neufahrwasser zu Preußen und wurde damit von Danzig getrennt, das erst zwanzig Jahre später zu Preußen kam. Damals bestand Neufahrwasser aus sieben Wohnhäusern. Unter Friedrich dem Großen wurde in Neufahrwasser aufgrund der strategisch günstigen Lage ein Hafen errichtet, sodass der Ort wuchs. In der ersten Hälfte des 19. Jahrhunderts verkehrten zwischen dem Hafen Fahrwasser und Danzig stündlich von Pferden gezogene
Treckschuten, die die Strecke von einer Meile innerhalb einer Dreiviertelstunde zurücklegten.
Im 19. Jahrhundert wurde eine Kaserne errichtet, ab 1871 wurde der Hafen erweitert,
und Neufahrwasser wurde zu einem wichtigen Marinestützpunkt. 1893 wurde in Neufahrwasser der heutige Leuchtturm Gdańsk Nowy Port mit einem Zeitball errichtet, der als erster Leuchtturm an der Ostsee elektrisches Licht benutzte. Infolge des Versailler Vertrages wurde Neufahrwasser Teil der Freien Stadt Danzig. 
Am 1. September 1939 ging der Leuchtturm von Neufahrwasser in die Geschichte ein, als von ihm aus um 4:45 Uhr auf einen polnischen Militärposten auf der Westerplatte geschossen wurde, was der Beginn des Kampfes um die Westerplatte und damit des Überfalls auf Polen war. Zusammen mit der Freien Stadt Danzig wurde Neufahrwasser vom Deutschen Reich völkerrechtswidrig annektiert. Von September 1939 bis Anfang 1940 bestand in Neufahrwasser das Zivilgefangenenlager Neufahrwasser als Durchgangslager. Lagerkommandant war hier der SS-Sturmbannführer Franz Christoffel. Nach dem Zweiten Weltkrieg wurde Neufahrwasser wie die gesamte Stadt Danzig unter Verwaltung durch die Volksrepublik Polen gestellt. Die polnische Administration führte den polnischen Namen Nowy Port (deutsch: neuer Hafen) ein und nahm die Vertreibung der einheimischen Bevölkerung vor.
1951 bekam Nowy Port eine Anbindung an das S-Bahn-Netz der Dreistadt, die in den 2000er-Jahren stillgelegt wurde.

## Verkehr
Nowy Port ist über die Linien 5, 7 und 10 der Danziger Straßenbahn an das innerstädtische Verkehrsnetz angebunden. Früher war Nowy Port über eine Abzweigung von der Bahnstrecke Gdańsk–Stargard an das Eisenbahnnetz angebunden, der Zugverkehr endete dort 2002, die Strecke wurde stillgelegt.

## Sport
Der 1919 gegründete Fußballverein SV Neufahrwasser schaffte es 1943 ins Viertelfinale der deutschen Fußballmeisterschaft, mit dem Ende des Zweiten Weltkriegs wurde der Verein aufgelöst. Heute gibt es in Nowy Port den Fußballverein Portowiec Gdańsk, der auf Kreisebene spielt.

## Persönlichkeiten
- Eugen Naumann (1803–1880), deutscher Jurist, Abgeordneter und Oberbürgermeister von Posen
- Max Kiesewetter (1854–1914), deutscher Buchhändler, Schriftsteller und Dichter